# 국방
국방(國防) 또는 안전보장(安全保障), 안보(安保)는 국가가 국민과 국제적으로 인정된 자국의 영역(영토, 영해, 영공)을 외부 또는 내부에서 발생되는 위협으로부터 사전에 예방하고 지키며, 경우에 따라서 이들의 보존과 안정을 위하여 국가가 지닌 모든 권력과 수단을 동원하는 행위 및 제도를 일컫는다. 대한민국은 국방등 현안을 다루기 위한 법률로서 국가보안법 등을 가지고 있다. 미국이나 영국, 러시아, 중국 등 세계 대부분의 나라들은 이와 유사한 법적 시스템을 채택 또는 보유하고 있다.

## 개요
국제분쟁이 발생한 경우, 무력행사로까지 심화되기 전에 평화적 해결방법을 마련하는 것이 필요하다. 그러나 국제분쟁에서 무력이 행사될 가능성은 언제나 존재하고 있으므로 국제사회의 평화와 안정을 유지하기 위해서는 평화적 해결방법의 모색뿐만 아니라 분쟁과정에서 무력이 행사되는 것을 금지함과 동시에 실제로 행사되는 것을 방지하고 진압할 수 있는 체제의 확립이 필요하다. 이와 같이 어떤 국가의 안전이 다른 국가의 무력에 의해서 위협받지 않도록 보장하는 것을 안전보장(Security)이라고 하는데, 과거에는 국가간 세력균형에 의한 개별적 안전보장 체제를 취하였으나 제1차 세계대전 이후에는 집단적 안전보장체제로 이행하게 되었다.
안전보장체제가 확립되기 위해서는 국제분쟁의 해결을 무력에 의존하는 행위와 침략을 위한 무력행사를 위법화하는 것과 그러한 위법행위가 현실적으로 발동되는 것을 실체적으로 방지하고 진압하는 2가지 과제가 해결되어야 한다. 따라서 안전보장에 있어서 군비제한은 전쟁기획의 감소와 방지 및 중요한 과제이다. 전쟁관념의 역사적 발달과정을 추소(追遡)해 보면 전쟁을 정전(正戰)과 부정전(不正戰)으로 구별하는 정전론(theory of bellum justum)이 오랫동안 사고를 지배해 왔다. 근세에 들어와 정전론의 현실적 적용과정에서 '극복할 수 없는 무지'의 이론이 대두되었고, 그 결과 무차별 전쟁관이 주장되어 소위 전쟁행위의 형식적 합법성 부여에 대한 국제입법화가 논의되기 시작했다. 제1차 대전 후 설립된 국제연맹은 전쟁의 위법화에 노력을 기울였으나 국제법절차에 의한 직접전쟁에 국한되었고 효과적인 방지·제재 조치는 준비되지 않았다. 전쟁위법화를 최초로 실체화한 것은 1928년 체결된 '전쟁포기에 관한 조약' 이른바 켈로그브리앙 조약이라고도 불리는 부전조약이었다. 이 조약은 3조로 구성되어 있다.

## 같이 보기
- 전쟁
- 무기
- 국가 안전 보장
- 국방부